# Nikolauskirche (Waiblingen)

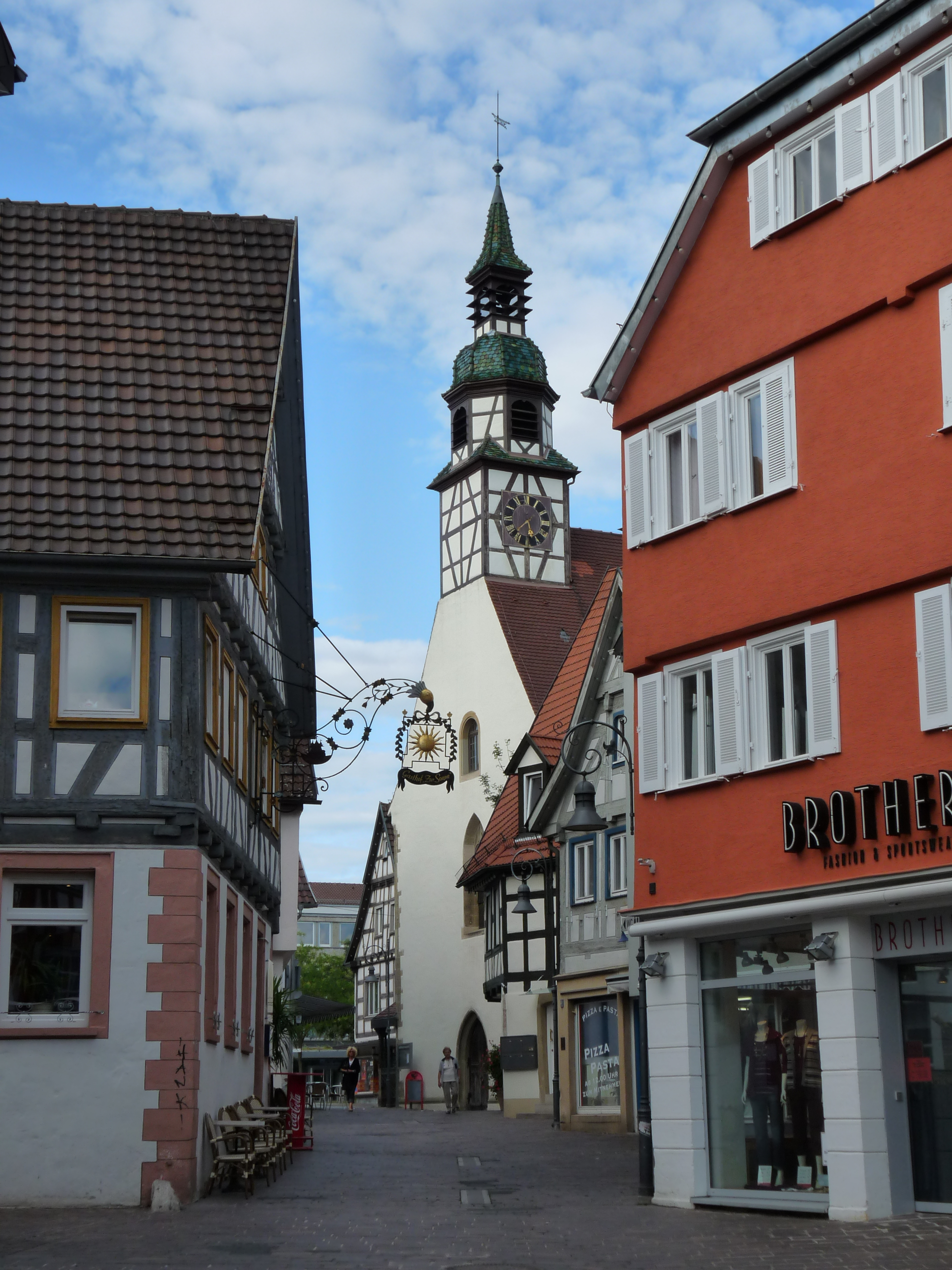
Die Kirche im baulichen Umfeld

Die Nikolauskirche ist die von der griechisch-orthodoxe Gemeinde in Waiblingen in Baden-Württemberg seit 1970 genutzte und 2001 von ihr erworbenen Kirche der Hl. Konstantin und Helena-Gemeinde.

## Geschichte
Im Gegensatz zur Großen oder Äußeren Kirche wurde die 1269 erstmals erwähnte Nikolauskirche auch kleine bzw. innere Kirche genannt. In sie wurde im Jahre 1462 eine Prädikatur gestiftet, die dann in der von 1440 bis 1490 neu errichteten Michaelskirche der 1484 fertiggestellten Steinkanzel zugeordnet wurde. Das Gebäude in seiner heutigen Form präsentiert sich im Wesentlichen seit seinem gotischen Umbau im Jahr 1488.
Während des Stadtbrands 1634 wurde die Kirche stark beschädigt und ab 1674 wieder aufgebaut und 1682 eingeweiht. Die barocke Stuckkanzel schuf Heinrich Waibel. Umbaumaßnahmen folgten bis in die Gegenwart, die Ausgestaltung ist das Werk vieler Epochen. Ab 1904 wurde die Kirche nur noch als Tauf- und Hochzeitskirche genutzt und nach Aufgabe dieser Funktion 1970 der griechisch-orthodoxen Kirchengemeinde Waiblingen zur Nutzung überlassen.
Nach dem Zweiten Weltkrieg (ca. 1950) wurde eine bis dahin im Kirchturm befindliche Glocke, die Taufglocke (Nominal h1), gegossen 1677 von Timotheus Hartz, Heidelberg, auf den Turm der benachbarten Michaelskirche umgehängt.
2001 erwarb die orthodoxe Kirchengemeinde das erheblich renovierungsbedürftige Kirchengebäude. Die Renovierung durch den Architekten Georg Mavridis erfolgte in zwei Schritten, im ersten wurde die Fassade saniert. Im zweiten und aufwendigeren Schritt der Innenraum, für den die Gottesdienste in das Gemeindehaus verlegt werden mussten. Eine Herausforderung stellte der Boden dar, denn Jugendstilfliesen waren an sichtbaren Stellen verlegt, während sich an der Stelle der Bänke noch der alte Boden zeigte. Freigelegt wurde auch ein Deckengemälde aus der Zeit um 1779. Da die Wände aus Gründen des Denkmalschutzes nicht angetastet werden sollten, musste die gesamte Elektrik in den Boden verlegt werden. Eine Heizung wurde installiert. Die Kanzel wurde wieder an ihrer ursprünglichen Stelle platziert; ein Teil der Kirchenbänke wurde an kommunale Einrichtungen abgegeben, wo sie als Wartebänke dienen werden.